# Sarothroceras
Sarothroceras is een geslacht van vlinders van de familie spinneruilen (Erebidae), uit de onderfamilie Calpinae.

## Soorten
- S. alluaudi Mabille, 1889
- S. banaka (Plötz, 1880)
- S. rhomboidea Weymer, 1892